# Platanthera leptopetala
Platanthera leptopetala är en orkidéart som först beskrevs av Per Axel Rydberg, och fick sitt nu gällande namn av Richard M. Bateman. Platanthera leptopetala ingår i släktet nattvioler, och familjen orkidéer.
Artens utbredningsområde är Kalifornien. Inga underarter finns listade i Catalogue of Life.